# イロコイ郡 (イリノイ州)
イロコイ郡（英: Iroquois County）は、アメリカ合衆国イリノイ州の東部に位置する郡である。2010年国勢調査での人口は29,718人であり、2000年の31,334人から5.2％減少した。面積は1,100平方マイル (2,800 km2)以上あり、州内第3位である。郡庁所在地は郡中央にあるウォツィーカ（人口5,255人）であり、同郡で人口最大の都市でもある。アメリカ合衆国でイロコイ族インディアンに因んで名付けられた郡はこの郡1つである。

## 歴史
イロコイ郡は1833年2月26日に、ヴァーミリオン郡から分離して設立され、郡名はイロコイ川から採られた。イロコイ川はイロコイ族インディアンに因んで名付けられていた。
最初の郡庁所在地は1837年に選ばれたイロコイの町だったが、庁舎は建てられず、郡事務所は賃貸だった。他に幾つかの郡庁所在地候補地が検討され、1839年にはミドルポートに移転し、郡庁舎と監獄が建設された。その後もミドルポートとウォツィーカ（当時はサウスミドルポートと呼ばれた）の間で郡庁舎の指定を巡って論争が続いた。1865年、最終的にウォツィーカに郡庁所在地が決められた。ミドルポートは現在存在していないが、その名前の郡区が残っている。1866年、28,000ドルの建設費を掛けてウォツィーカに郡庁舎が建設され、地下には監獄が置かれた。この建物は1881年い拡張され、1893年には庁舎の東に新しい監獄が建設された。

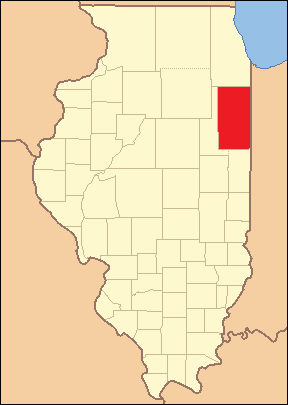
1833年創設時から1836年までの郡領域
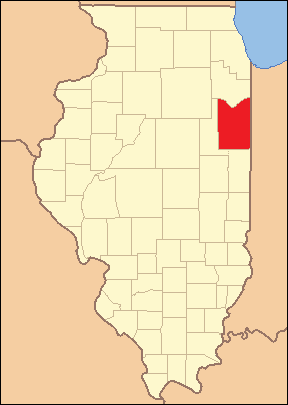
1836年から1853年まで
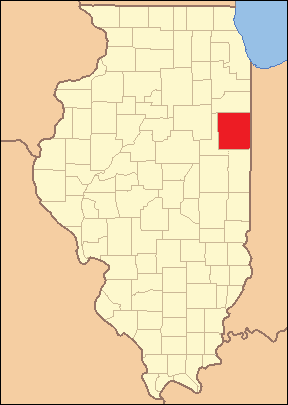
1853年にカンカキー郡が創設されてから現在の領域

## 地理

Map of イロコイ郡図

郡の北側境界はシカゴから100キロメートル南にある。東はインディアナ州に接している。
イロコイ川がインディアナ州から郡内に入り、イロコイ村の南側からウォツィーカ市の北に沿って西に流れ、北に転じてカンカキー市近くでカンカキー川に合流する。カンカキー川は北西のウィル郡でイリノイ川に合流する。イロコイ川より南のシュガー・クリークはやはりインディアナ州のストックランドの東で郡内に入って西に流れ、ミルフォードの南端をかすめ、南から来るマッド・クリークと合流し、北に転じてウッドランド村を過ぎて、ウォツィーカ近くでイロコイ川と合流する。
イロコイ郡州立野生生物保護地域は広さ2,400エーカー (9.70 km2)の州立公園であり、郡北東隅にある。他にもボニーのプレーリー、フーパーブランチ・サバンナ、ローダ・セメトリー・プレーリーと3か所の自然保護地がある。
アメリカ合衆国国勢調査局に拠れば、郡域全面積は1,118.93平方マイル (2,898.0 km2)であり、このうち陸地1,117.32平方マイル (2,893.8 km2)、水域は1.61平方マイル (4.2 km2)で水域率は0.14％である。

### 交通
州間高速道路57号線が郡の西部を通り、シャンペーンとシカゴを繋いでいる。北から南はシェバンス、クリフトン、アシュカム、ダンフォース、ギルマン、オナーガ、バックリー。ローダの近くを通っている。
東西方向にはアメリカ国道24号線がギルマンとクレセントシティを通り、郡庁所在地のウォツィーカ、シェルドンを抜けている。その他の主要幹線道路は次のとおりである。
- アメリカ国道52号線
- アメリカ国道45号線
- イリノイ州道1号線
- イリノイ州道49号線
- イリノイ州道54号線
- イリノイ州道116号線

郡内を幾つかの鉄道路線も通っている。トレド・ピオリア・アンド・ウェスタン鉄道がピオリアに始まり、郡内を東西に抜けてギルマンとウォツィーカを通り、インディアナ州に入る路線を運行している。ノーフォーク・サザン鉄道は州間高速道路57号線とほぼ並行し、シカゴに向かう。CSXトランスポーテーションの路線は郡東部を北から南に通っている。ユニオン・パシフィック鉄道はウッドランドの南で接続している。さらにその東、カンカキー・ビーバービル・アンド・サザン鉄道は、南北の路線を運行している。

### 隣接する郡
- カンカキー郡 - 北
- ニュートン郡 (インディアナ州) - 東
- ベントン郡 (インディアナ州) - 東
- ヴァーミリオン郡 - 南
- フォード郡 - 西

## 気候と気象
近年、郡庁所在地であるウォツィーカ市の平均気温は1月の14°F (-10 ℃) から7月の84°F (29 ℃) まで変化している。過去最低気温は1999年1月に記録された-28°F (-33 ℃) であり、過去最高気温は1988年8月に記録された105°F (41 ℃) である。月間降水量は1月の1.61インチ (41 mm) から6月の4.62インチ (117 mm) まで変化している。

## 人口動態

2000人口ピラミッド

以下は2000年国勢調査による人口統計データである。
| 基礎データ - 人口: 31,334人 - 世帯数: 12,220 世帯 - 家族数: 8,712 家族 - 人口密度: 11人/km2（28人/mi2） - 住居数: 13,362軒 - 住居密度: 5軒/km2（12軒/mi2） 人種別人口構成 - 白人: 95.93% - アフリカン・アメリカン: 0.71% - ネイティブ・アメリカン: 0.17% - アジア人: 0.30% - 太平洋諸島系: 0.02% - その他の人種: 2.07% - 混血: 0.79% - ヒスパニック・ラテン系: 3.88% 先祖による構成 - ドイツ系：36.4％ - アメリカ人：12.0％ - イギリス系：8.7％ - アイルランド系：8.1％ - フランス系：7.0％ 言語による構成 - 英語：95.3％ - スペイン語：3.0％ - ドイツ語：1.1％ | 年齢別人口構成 - 18歳未満: 25.4% - 18-24歳: 7.1% - 25-44歳: 25.7% - 45-64歳: 23.6% - 65歳以上: 18.1% - 年齢の中央値: 40歳 - 性比（女性100人あたり男性の人口） - 総人口: 96.2 - 18歳以上: 91.8 世帯と家族（対世帯数） - 18歳未満の子供がいる: 31.3% - 結婚・同居している夫婦: 59.2% - 未婚・離婚・死別女性が世帯主: 8.5% - 非家族世帯: 28.7% - 単身世帯: 25.2% - 65歳以上の老人1人暮らし: 13.4% - 平均構成人数 - 世帯: 2.51人 - 家族: 2.99人 収入と家計 - 収入の中央値 - 世帯: 38,071米ドル - 家族: 45,417米ドル - 性別 - 男性: 31,799米ドル - 女性: 20,936米ドル - 人口1人あたり収入: 18,435米ドル - 貧困線以下 - 対人口: 8.7% - 対家族数: 6.8% - 18歳未満: 11.8% - 65歳以上: 6.7% |

## 郡区
1855年の住民投票で郡区政府を設立することが認められ、1856年に実施された。当時は下記11の郡区だった。
- アッシュグローブ
- ビーバー
- ベルモント
- シェバンス
- コンコード
- ローダ
- ミドルポート
- ミルフォード
- オナーガ
- パピノー（ワイガントから改名）
- ストックランド（クラブアップルから改名）

その後の数十年間で、分区して新しい郡区が作られ、総数は26になった。下記リストは設立順でありカッコ内に設立年を示す。
- マーティントン (1857)
- イロコイ (1858)
- プレーリーグリーン (1858)
- アシュカム (1861)
- ダグラス (1861)
- アーテジア (1864)
- ファウンテンクリーク (1868)
- ラブジョイ (1868)
- シェルドン (1868)
- ミルクスグローブ (1872)
- ピジョングローブ (1876)
- クレセント (1877)
- ダンフォース (1877)
- リッジランド (1878)
- ビーバービル (1916)

## 都市と町
- ウォツィーカ - 郡庁所在地
- ギルマン

### 村
| - アシュカム - ビーバービル - バックリー - シェバンス - シスナパーク | - クリフトン - クレセントシティ - ダンフォース - ドノバン - イロコイ | - ローダ - マーティントン - ミルフォード - オナーガ - パピノー | - シェルドン - ストックランド - ソービル - ウェリントン - ウッドランド |